# Франсиско, Ноэль
Ноэль Джон Франсиско (англ. Noel John Francisco; род. 21 августа 1969, Сиракьюс, Нью-Йорк) — американский юрист, генеральный солиситор США с 19 сентября 2017 года. Первый американец азиатского происхождения, назначенный на эту должность.

## Биография
Родился в городе Сиракьюс, штат Нью-Йорк в семье Немесио и Терезы Франсиско. Его мать была уроженкой Осуиго, а отец иммигрировал в США из Филиппин и работал врачом. После окончания школы в Осуиго, Франсиско поступил в Брандейский университет, однако через год перевёлся в Чикагский университет, в котором он получил степени бакалавра искусств (1991) и доктора права (1996). Затем работал помощником судьи Майкла Люттига из Апелляционного суда четвёртого округа, а также судьи Верховного суда Антонина Скалиа.
В 2000 году Франсиско был одним из юристов избирательной кампании Джорджа Буша — младшего во время пересчёта голосов во Флориде. После победы Буша на выборах занимал должности в Исполнительном офисе президента и министерстве юстиции.
В 2005 году покинул государственную службу и перешёл в юридическую фирму Jones Day. За время работы в ней Франсиско неоднократно выступал в Верховном суде, а также в судах низшей инстанции по целому ряду конституционных, гражданских и уголовных дел.
23 января 2017 года Франсиско был назначен первым заместителем и исполняющим обязанности генерального солиситора и совмещал эти должности до 10 марта, когда президент Дональд Трамп официально предложил его на пост генерального солиситора. 19 сентября кандидатура Франсиско был утверждена голосованием Сената.